# Grand Prix automobile de Tripoli
Le Grand Prix automobile de Tripoli est une course automobile qui a eu lieu de 1925 à 1940 dans les environs de Tripoli.

## Historique
En Italie, les sports automobiles sont très populaires. Pour promouvoir le tourisme en Libye, alors colonie italienne, les dirigeants décident d'organiser une course au niveau local. Soutenu par le Gouverneur général Emilio De Bono, enthousiasmé par le projet, celui-ci s'avère initialement être un succès, mais, finalement, rencontre de nombreux problèmes. Financièrement d'abord, puisqu'en 1929 seule l'intervention personnelle de De Bono empêche l'épreuve d'être annulée et en 1930, la course se déroule sur un terrain des plus spartiates. Ensuite, vint le manque d'intérêt du public, puis la mort de Gastone Brilli-Peri au cours des essais de la même édition 1930 firent perdre à l'épreuve tous ses sponsors. La mort de Brilli-Peri signa un coup d'arrêt au Grand Prix qui n'eut pas lieu en 1931.

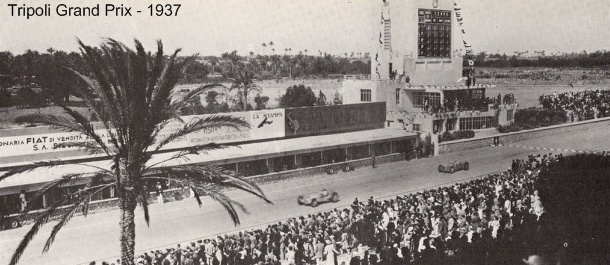
Grand Prix de Tripoli 1937

Le président du Club Automobile de Tripoli, Edigio Sforzini décide de réorganiser la course, cette fois sur un circuit construit comme en Europe. C'est le gouvernement italien qui finance la construction du nouveau circuit grâce à la promotion de la colonie sur des foires.
Le circuit de la Mellaha, d'une longueur de 13,140 km (8,165 mi) est achevé en 1933 à proximité du lac salé de la Mellaha, de Suq al Jum'ah (ou Suk el Giuma, ou Sugh el Giumaa (سوق الجمعة)) et de Tajura. Pour accueillir des spectateurs, le circuit est doté d'une immense tribune couverte d'une capacité de dix mille personnes faisant face à une grande tour de chronométrage. Moderne, le circuit utilise des techniques de pointe comme des feux de départ électriques et se met au niveau des circuits européens.
En 1933, l'Italie renforce sa domination en Afrique du Nord. La Cyrénaïque et la Tripolitaine sont réunies sous la direction du nouveau Gouverneur général Italo Balbo. Pour rendre l'épreuve attractive, rien n'est épargné aux pilotes participant à l'épreuve : traités comme des rois, ils séjournent dans le luxueux Hôtel Uaddan avec son casino, se voient offrir des places pour un dîner théâtre et se divertissent dans le palais personnel de Balbo. Richard Seaman décrira alors l'épreuve comme l'"Ascot des circuits automobiles". De plus, la prime accordée au vainqueur fait du Grand Prix de Tripoli l'un des rendez-vous les plus populaires du calendrier.
De 1933 à 1938 l'épreuve se dispute sous la règlementation de la Formule Libre. Il n'y avait donc aucune restriction de poids, de moteur ou de cylindrée pour ce qui était alors le circuit le plus rapide du monde. En 1939, les organisateurs décident de mettre fin à la domination allemande en inscrivant le Grand Prix dans la règlementation des voiturettes où ni Daimler-Benz AG, ni Auto Union AG n'ont d'automobile conformes à la cylindrée maximale de 1 500 cm3. Cependant, Mercedes-Benz réalise en quelques mois seulement le modèle W165 qui aux mains d'Hermann Lang et de Rudolf Caracciola se classent respectivement première et deuxième, à la grande déception des organisateurs. En 1940, seules les Alfa Romeo et Maserati se sont engagées, ainsi que quelques pilote indépendants. Giuseppe Farina remporte alors sa seule et unique victoire majeure avant-guerre. Ce fut une victoire à la Pyrrhus et le dernier résultat pour les italiens, car après la Seconde Guerre mondiale, le Grand Prix de Tripoli n'a plus été réorganisé.

## Accusations de tricherie en 1933
Le Grand Prix a eu lieu en même temps qu'une loterie de l'état libyen et, dans le cas de l'épreuve inaugurale de la Mellaha les délais avant l'obtention des résultats étaient très longs. D'octobre 1932 au 16 avril 1933, le gouvernement a vendu des billets de loterie de douze lires. Après avoir versé les prix, ils ont mis le reste comme le prix à une loterie spéciale en fonction du résultat de la course. Trente billets ont été tirés au sort, huit jours avant l'événement, les numéros correspondant à ceux des voitures. Le vainqueur remportant trois millions de lires, le second, deux millions et le troisième un million. Alfred Neubauer a écrit dans son livre Speed Was My Life [Männer, Frauen und Motoren : Die Erinnerungen des Mercedes-Rennleiters] paru en 1958 que  Tazio Nuvolari, Achille Varzi et Baconin Borzacchini se seraient échangés leurs numéros dans le but de partager à terme sept millions et demi de lires ensemble. Toutefois, les recherches ont démontré que l'histoire est un mythe populaire.

## Palmarès
| Année     | Vainqueur           | Voiture       | Circuit   | Résultats |
| --------- | ------------------- | ------------- | --------- | --------- |
| 1925      | Renato Balestrero   | OM            | Tripoli   | Résultats |
| 1926      | François Eysserman  | Bugatti       | Tripoli   | Résultats |
| 1927      | Emilio Materassi    | Bugatti       | Tripoli   | Résultats |
| 1928      | Tazio Nuvolari      | Bugatti       | Tripoli   | Résultats |
| 1929      | Gastone Brilli-Peri | Talbot        | Tripoli   | Résultats |
| 1930      | Baconin Borzacchini | Maserati      | Tripoli   | Résultats |
| 1931-1932 | Non couru           | Non couru     | Non couru | Non couru |
| 1933      | Achille Varzi       | Bugatti       | Mellaha   | Résultats |
| 1934      | Achille Varzi       | Alfa Romeo    | Mellaha   | Résultats |
| 1935      | Rudolf Caracciola   | Mercedes-Benz | Mellaha   | Résultats |
| 1936      | Achille Varzi       | Auto Union    | Mellaha   | Résultats |
| 1937      | Hermann Lang        | Mercedes-Benz | Mellaha   | Résultats |
| 1938      | Hermann Lang        | Mercedes-Benz | Mellaha   | Résultats |
| 1939      | Hermann Lang        | Mercedes-Benz | Mellaha   | Résultats |
| 1940      | Giuseppe Farina     | Alfa Romeo    | Mellaha   | Résultats |

## Source de traduction
- (en) Cet article est partiellement ou en totalité issu de l’article de Wikipédia en anglais intitulé « Tripoli Grand Prix » (voir la liste des auteurs).